# 外交邮袋

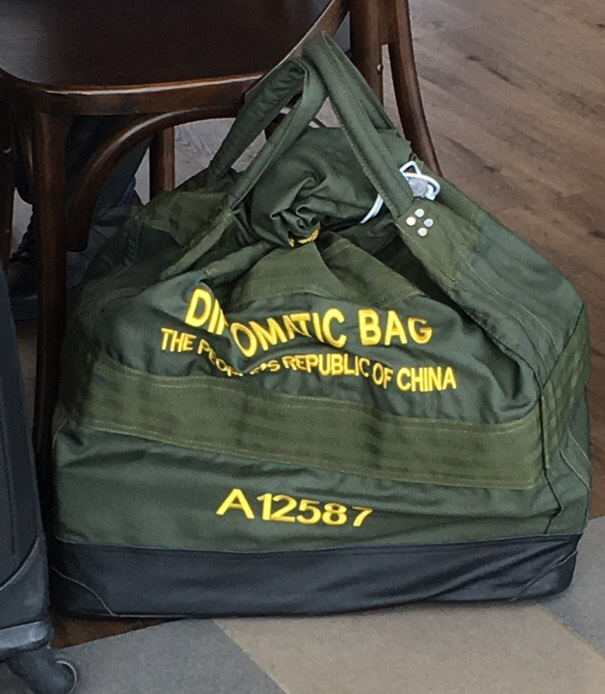
中华人民共和国外交邮袋

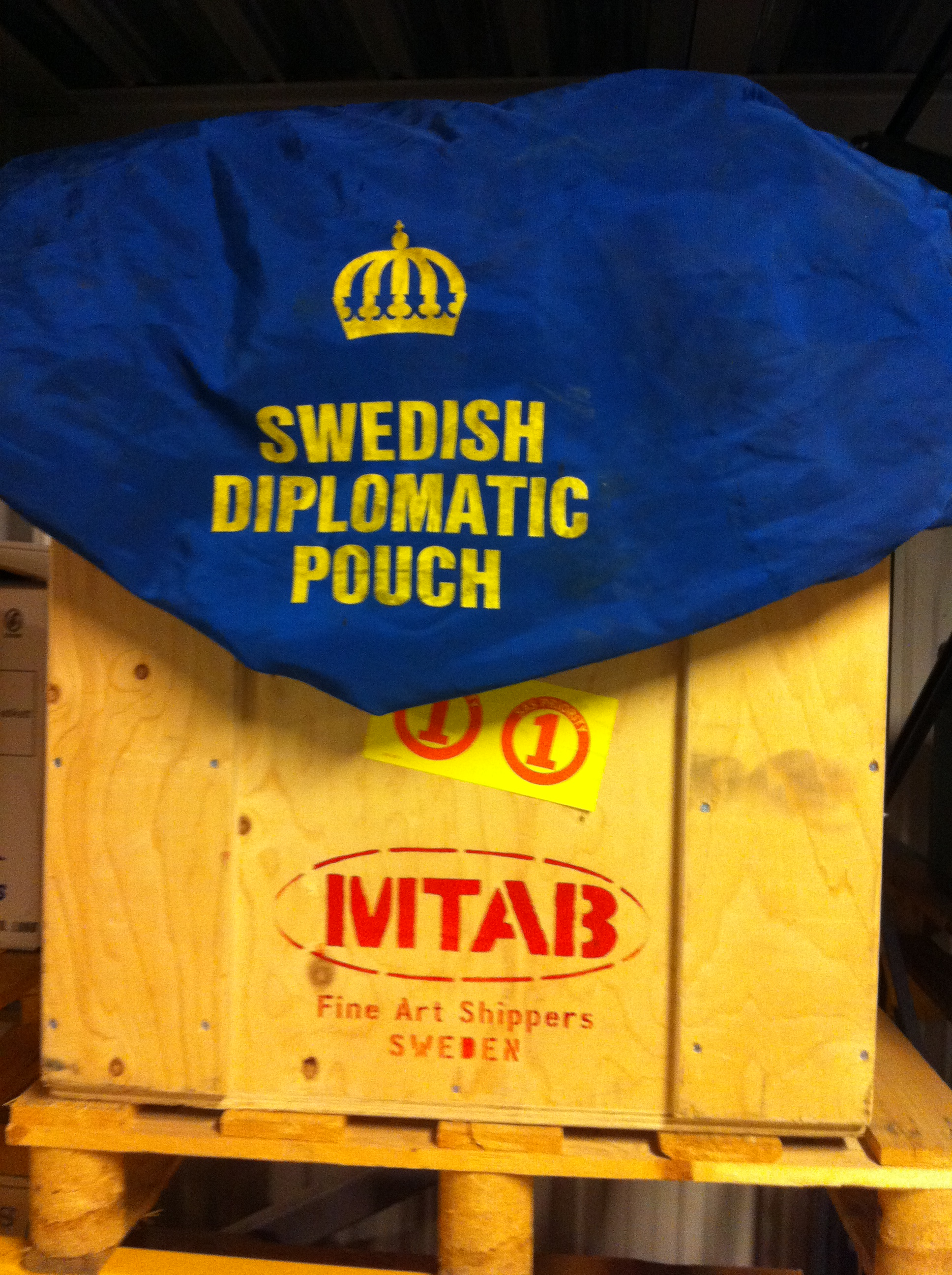
瑞典外交郵袋

外交邮袋（英語：Diplomatic bag或Diplomatic pouch）是一種具有一定法律保護的容器，用於外交使團與其本國政府或其他官方實體之間攜帶官方信件或其他物品，外交邮袋並沒有固定的形式，可以是公事包、行李袋、行李箱、紙箱、板條箱甚至是貨櫃。外交郵袋通常附有某種形式的鎖或拆封印記，以阻止未經授權的第三方窺視。1961年《維也納外交關係公約》第27條規定，只要在外部有標記以表明其身份，郵袋和外交信使就具有免於搜索或扣押的外交豁免權。它只能包含供官方使用的物品，但時常發生外交郵袋被用來走私的案例。